# Nelson Demarco
Nelson Walter Demarco Riccardi (Montevideo, 6 febbraio 1925 – 22 luglio 2009) è stato un cestista uruguaiano.

## Carriera
Con l'Uruguay ha disputato tre edizioni dei Giochi olimpici (Londra 1948, Helsinki 1952 e Melbourne 1956) e i Campionati del mondo del 1954.